# (117435) Severochoa
(117435) Severochoa est un astéroïde de la ceinture principale.

## Description
(117435) Severochoa est un astéroïde de la ceinture principale. Il fut découvert le 14 janvier 2005 à La Cañada par Juan Lacruz. Il présente une orbite caractérisée par un demi-grand axe de 2,77 UA, une excentricité de 0,01 et une inclinaison de 3,6° par rapport à l'écliptique.

## Compléments